# 祖墩乡
祖墩乡，是中华人民共和国福建省南平市松溪县下辖的一个乡镇级行政单位。

## 行政区划
祖墩乡下辖以下地区：
刘源村、登山村、下店村、上店村、严地村、溪后村、山源村、坑口村、溪畔村、岭完村和甫场村。